# Steirodon striolatus
Steirodon striolatus är en insektsart som först beskrevs av Brunner von Wattenwyl 1878.  Steirodon striolatus ingår i släktet Steirodon och familjen vårtbitare. Inga underarter finns listade i Catalogue of Life.